# Итрапис
Итрапис  (осет. Итрапис, груз. ითრაფისი) — село в Дзауский район Южной Осетии. Самый южный населенный пункт Дзауского района. Расположен на правом берегу реки Большая Лиахва. Село относится к Гуфтинской сельской администрации.
Через село проходит Транскавказская автомагистраль.

## Достопримечательности
- В окрестности деревни находится древняя башня IX века,
- Святилище Уастырджи.
- В 2024 году открыт памятник на месте гибели лётчика Владимира Едаменко в виде крыла самолета[3].